# Козунак
Козунак или козињак  је пециво од слатког квасца које се може користити за прављење разних традиционалних празничних хлебова и колача. Често помешан са сувим грожђем, може се пећи као хлеб или пунити надевима попут мака или орашастих плодова. Уобичајена је широм југоисточне Европе, Румуније, Бугарске и Србије, Македоније, Грчке итд. Богат јајима, млеком и путером, обично се припрема за Ускрс у Румунији, Србији, Бугарској, а у Румунији и Молдавији традиционално је и за Велики петак. Име потиче од бугарске речи „коса“, или грч. κοσωνάκι, деминутивног облика грч. κοσώνα. Реч милиброд потиче од немачке речи milchbrot што значи млечни хлеб.
Козунак је био изабран да представља Румунију на иницијативу аустријског председавања Европском унијом, на Дан Европе 2006.

## Порекло
1718. у кувару се појавио први рецепт за козунак са препоруком да се пече у дугим и уским облицима, препорука која важи и данас. Сличан италијански десерт, панетоне, чији је рецепт био подељен и прилагођен у источној Европи након римског освајања, често се наводи као полазна тачка за козунак.
Румуни су у композицију додали какао, рум, орахе и ратлук и тако створили оригиналну верзију јела, која се стотинама година не сме изоставити ни на једној ускршњој или божићној трпези и која је надалеко позната као традиционална посластица.
Данас се овај десерт припрема углавном у земљама југоисточне Европе, посебно у Македонији, Румунији, Молдавији и Бугарској, где се сматра традиционалном храном.

## Састојци и припрема
Козунак је слатки хлеб у коме се млеко, квасац, јаја, шећер, путер и други састојци помешају и оставе да нарасту пре печења. У Бугарској се припрема додавањем лимунове коре у смесу за тесто, баш као и румунска верзија.
У Македонији, Македонци за Ускрс традиционално пеку хлеб који се зове султаније и суво грожђе у облику девојачке подмазане косе, уплетене у плетеницу. Ту је и простирка од сламе коју су Македонци у прошлости користили на земљи за спавање.
У Румунији се рецепти значајно разликују од региона. Тесто је у суштини исто у целој земљи; обично слатко тесто од брашна, јаја, млека, путера, шећера и соли. У зависности од региона, може се додати нешто од следећег: суво грожђе, рендана кора поморанџе или лимуна, ораси или лешници и арома ваниле или рума. Козунак се одозго може посути маком. Други стилови диктирају употребу пуњења, обично мешавине млевених ораха са млевеним маком, какао прахом, есенцијом рума или сувим грожђем. Оклагијом се разваља тесто, размазује фил и све се поново умотава у облик који нејасно подсећа на точак. У печеном производу фил формира ковитлац који хлебу даје карактер.

## Слични хлебови
Примери сличних хлебова из других култура су божићни крух у хрватској кухињи, бриош у француској кухињи, кулич у руској кухињи, панетон у италијанској, врућа лепиња у енглеској кухињи, хала у јеврејској кухињи, столен у немачкој кухињи. Овако богати хлебови налик бриошу традиционални су и у другим земљама, као што су Мађарска и Чешка.